# Fields of Force
Fields of Force : The Development of a world view from Faraday to Einstein (en français : Champs de force : Le Développement d'une vision du monde de Faraday à Einstein) est un livre de William Berkson, publié en 1974 par Routledge au Royaume-Uni et John Wiley & Sons aux États-Unis. Il s'agit d'une extension de sa thèse de doctorat, dirigée par Karl Popper et examinée par AI Sabra. Berkson attribue au livre une influence de Joseph Agassi . Il a été réédité en 2014 par Routledge, dans le cadre de leurs éditions de bibliothèque : 20th Century Science. Une traduction espagnole, « Las teorías de los campos de fuerza », a été publiée en 1981 par Alianza Editorial,.